# Тринадесетият апостол - Избраният (сериал)
„Тринадесетият апостол“е италиански фентъзи трилър сериал, който дебютира по Canale 5 на 4 януари 2012 г.
Вторият му сезон е поръчан от канала след пожънатия успех на първия. В България сериалът започва излъчване по FoxLife от 25 септември 2012 г.

## Сюжет
Науката и религията дават противоречиви и незадоволителни отговори на повдигнатите въпроси. Повечето хора предпочитат да се доверят на общоприетите схващания, независимо дали са научни или религиозни и престават да си задават фундаменталните въпроси на човешкото съществуване.
Само малцина търсещи души се отправят на смело пътешествие в тайните на вътрешния свят и загадките на Космоса.
Илюзията за развитие, която научно-техническият прогрес създава, не може да замести потребността на човешката душа от истинно познание.
Дори и да прозвучи смешно на някои, но преди 5000 години хората са познавали много по-добре космоса и човешката природа от нас.
Разбира се, далеч не всички са били въведени в тайните на мирозданието, а само малцината, тръгнали по тясната пътека на мъдростта.
Габриел Антинори е млад свещеник и професор по теология. Обичан от учениците си за неконвенционалнaта му интелигентност, той се занимава с проучвания на границите между науката и вярата, в света, на определени паранормални явления. Мотивиран от желанието да изследва мистериите на живота, Габриел работи с Конгрегацията на Истината, църковна институция, която проверява рационално необясними събития.
Габриел не е изследовател на окултизма, а човек на вярата, свободна от предразсъдъци и затваряне, който иска да разбере феномените, с които се сблъсква от човешка гледна точка. Самата му човешка природа се сблъсква с паранормалното, и това Габриел ще го открие по трудния начин, благодарение на чаровната психоложка Клаудия Мунари.

## Герои и актьори
Луиджи Диберти – Монсиньор Деметрио Антинори
Клаудио Джойе - отец Габриел Антинори
Клаудия Пандолфи – Клаудия Мунари
Йорго Воягис – отец Алонсо
Томазо Раньо - Бонифаций Сервенти

## Епизоди
| Сезон | Подзаглавие   | Епизоди | Оригинално излъчване по Canale 5 | Оригинално излъчване по Canale 5 | Оригинално излъчване по Canale 5 | Излъчване в България по FoxLife | Излъчване в България по FoxLife | Излъчване в България по FoxLife | Излъчване в България по FoxLife |
| ----- | ------------- | ------- | -------------------------------- | -------------------------------- | -------------------------------- | ------------------------------- | ------------------------------- | ------------------------------- | ------------------------------- |
| 1     | Избраният     | 12      | Сряда 21:10                      | 4 януари 2012 г.                 | 7 февруари 2012 г.               | Вторник 23:00                   | 25 септември 2012 г.            | 11 декември 2012 г.             |                                 |
| 2     | Пророчеството | 12      | Понеделник 21:10                 | 20 януари 2014 г.                | 24 февруари 2014 г.              |                                 |                                 |                                 |                                 |

### Сезон 1 – Избраният (2012)
| Еп. № | Заглавие в оригинал    | Заглавие на български | Първо излъчване В Италия | Първо излъчване В България |  |
| --- | ---------------------- | --------------------- | ------------------------ | -------------------------- |  |
| 1 | Gemelli                | Близнаци              | 4 януари, 2012 г.        | 25 септември 2012 г.       |  |
| Отец Габриел Антинори е повикан, за да разследва случая на две деца от бедно семейство, които левитират на сън в точно определен час през нощта. По пътя към къщата той среща Клаудия Мунари – психоложка, и те двамата поемат разгадаването на мистерията – чудо на Бог или научно ясно доказуемо събитие? |                        |                       |                          |                            |  |
| 2 | Anatema                | Анатема               | 4 януари, 2012 г.        | 2 октомври 2012 г.         |  |
| В частния женски колеж „Св. Доротея Илюмината“ започват да се случват мистериозни неща. Момичета изчезват, самоубиват се, други плачат кървави сълзи, а общото между тях са поредица от саморисуващи се картини, предизвестяващи нечия смърт, както и Габриел и Клаудия, които правят всичко по силите си, за да разгадаят тъмната тайна на колежа. Междувременно Клаудия започва да показва чувствата си към Габриел. Той от своя страна преживява необичайни неща, видения и сънища, а когато всичко е заложено на карта, някой ще плати цената за един живот.                                                         |                        |                       |                          |                            |  |
| 3 | Presagi di morte       | Поличба за смърт      | 11 януари, 2012 г.       | 9 октомври 2012 г.         |  |
| Габриел се събужда от комата си и скоро след това забелязва, че някакъв старец го преследва. Той влиза без разрешение в архивите на Конгрегацията, за да разбере повече за мъжа, застрашавайки приемането му. Той узнава, че старецът е нещо като пророк, медиум, и е имал видение за смъртта на момиче, което ще бъде блъснато от кола. Междувременно пациент на Клаудия я притеснява, когато пристъпите му на паника и агресия се засилват. Всичко ще се навърже, а Габриел ще се окаже в средата на всичко, научавайки цената за променяне на съдбата.                                                                |                        |                       |                          |                            |  |
| 4 | Un'altra vita          | Друг живот            | 11 януари, 2012 г.       | 16 октомври 2012 г.        |  |
| Момче започва да има видения от чужд живот, да говори на непознат за него чужд език, да свири на пиано, едното му око сменя цвета си и Клаудия иска помощта и мнението на Габриел. Междувременно отец Исая продължава с плана си за осуетяване на всяко действие на Габриел като започва да го следи. Една трагична история за любов от миналото ще продължи в днешно време, обещавайки същата трагедия благодарение на мистериозната организация „Светлиникът“. |                        |                       |                          |                            |  |
| 5 | Rachele                | Ракеле                | 18 януари, 2012 г.       | 23 октомври 2012 г.        |  |
| Ракеле – момиче, което е изчезнало безследно преди 15 години, се появява от нищото в езеро и се връща при семейството ѝ. Едновременно с мистериозното ѝ завръщане много хора в града започват да умират внезапно. Ракеле не се е променила ни най-малко за 15-те години, които я е нямало, тя не говори, не се съобразява с действията си и всички започват да я обвиняват за случващото се. Каква е истината и защо се случва всичко това могат да открият само Габриел и Клаудия. Клаудия междувременно помага на Габриел да се справи със страха си от знание за съдбовната нощ, в която майка му мистериозно загива. |                        |                       |                          |                            |  |
| 6 | La macchia di Lucifero | Петното на Луцифер    | 18 януари, 2012 г.       | 30 октомври 2012 г.        |  |
| Габриел разследва събития, свързани с жена със странно кърваво петно в окото, която започва да предизвиква мистериозни пожари и да убива без да го иска съзнателно. За пореден път Габриел и Клаудия се сблъскат на границата между паранормален феномен и научен факт. По-късно Габриел се връща на мястото от кошмарите му и там намира нещо невъзможно и неочаквано. |                        |                       |                          |                            |  |
| 7 | Dalle stelle           | От звездите           | 25 януари, 2012 г.       | 6 ноември 2012 г.          |  |
| |                        |                       |                          |                            |  |
| 8 | La scelta              | Изборът               | 25 януари, 2012 г.       | 13 ноември 2012 г.         |  |
| |                        |                       |                          |                            |  |
| 9 | Il villaggio           | Селото                | 1 февруари, 2012 г.      | 20 ноември 2012 г.         |  |
| |                        |                       |                          |                            |  |
| 10 | Fantasmi               | Духове                | 1 февруари, 2012 г.      | 27 ноември 2012 г.         |  |
| |                        |                       |                          |                            |  |
| 11 | Il circolo di Plutarco | Кръгът на Плутарх     | 7 февруари, 2012 г.      | 4 декември 2012 г.         |  |
| |                        |                       |                          |                            |  |
| 12 | La profezia            | Пророчеството         | 7 февруари, 2012 г.      | 11 декември 2012 г.        |  |
| |                        |                       |                          |                            |  |

### Сезон 2 – Пророчеството (2013)
| Еп. № | Заглавие в оригинал | Заглавие на български | Първо излъчване В Италия | Първо излъчване В България |  |
| ----- | ------------------- | --------------------- | ------------------------ | -------------------------- |  |
| 1     |                     |                       | 2013 г.                  |                            |  |
|       |                     |                       |                          |                            |  |

## „Тринадесетият апостол“ в България
Сериалът започна излъчване в България по Fox Crime на 15 септември, 2012 г.